# Světlá Hora
Světlá Hora (polsky Światła Góra) je obec ležící v okrese Bruntál v Moravskoslezském kraji. Žije zde přibližně 1 400 obyvatel. Obec vznikla v roce 1960 sloučením obcí Světlá a Andělská Hora, ta druhá se 24. listopadu 1990 zase osamostatnila.

## Části obce
- Dětřichovice (k. ú. Dětřichovice)
- Podlesí (k. ú. Podlesí pod Pradědem)
- Stará Voda (k. ú. Stará Voda v Jeseníkách)
- Suchá Rudná (k. ú. Suchá Rudná)
- Světlá (k. ú. Světlá ve Slezsku)

V letech 1961–1990 k obci patřila i Andělská Hora a od 1. ledna 1971 do 23. listopadu 1990 také Pustá Rudná.

## Historie
První písemná zmínka o vsi Světlá (tehdy Lichtewerden) pochází z roku 1267. Od listopadu 1944 do ledna 1945 ve Světlé existoval jeden z pobočných táborů Auschwitz na výrobu nití, kde pracovalo kolem 300 žen. Obec Světlá Hora vznikla k 12. červnu 1960 sloučením obcí Světlá a Andělská Hora. Název Světlá Hora byl vybrán pravděpodobně z ideologických důvodů. Světlá byla jako místní část úředně přejmenována na Světlou Horu I, Andělská Hora na Světlou Horu II. Oba nové názvy se však nikdy nevžily.. Ke 14. březnu 1964 byly k Andělské Hoře připojeny také Suchá Rudná a Dětřichovice. K 1. lednu 1980 se součástí Světlé Hory stala také Rudná pod Pradědem. Po Sametové revoluci došlo k 23. listopadu 1990 k obnovení samostatnosti Andělské Hory a Rudné pod Pradědem, částí obce Světlá Hora.
Od roku 1987 se ve Světlé Hoře nachází dostihové závodiště s 1200 m dlouhou dráhou. Jednou ročně se v obci konaly koňské dostihy, které pravidelně navštěvovalo několik tisíc lidí.
Začátkem 80. let koupil místní statek koně Železníka, tehdejšího outsidera veškerých dostihů a vytrénoval jej do té formy, že čtyřikrát vyhrál Velkou pardubickou, nejtěžší překážkový závod v kontinentální Evropě.
V nynější době už se dostihy nekonají, závodiště bylo prodáno soukromému majiteli a nevyužité chátrá.

### Vývoj počtu obyvatel
Počet obyvatel celé obce Světlá Hora podle sčítání nebo jiných úředních záznamů:
| Rok            | 1869 | 1880 | 1890 | 1900 | 1910 | 1921 | 1930 | 1950 | 1961 | 1970 | 1980 | 1991 | 2001 |
| -------------- | ---- | ---- | ---- | ---- | ---- | ---- | ---- | ---- | ---- | ---- | ---- | ---- | ---- |
| Počet obyvatel | 3124 | 3198 | 3169 | 2854 | 2773 | 2458 | 2375 | 1205 | 1174 | 1363 | 1345 | 1477 | 1532 |

1. ↑  z toho: 16 Čechoslováků, 2266 Němců; 2288 řím. kat., 44 evang., 1 čsl., 3 bez vyzn.
2. ↑  z toho: 1 289 Čechů, 88 Moravanů, 2 Slezané, 109 Slováků, 12 Němců, 3 Poláci; 360 řím. kat., 6 evang., 1 043 bez vyzn.

Ve Světlé Hoře je evidováno 497 adres: 384 čísel popisných (trvalé objekty) a 113 čísel evidenčních (dočasné či rekreační objekty). Při sčítání lidu roku 2001 zde bylo napočteno 314 domů, z toho 236 trvale obydlených.

## Významní rodáci
- Angela Drechsler (1883–1961), sudetoněmecká vlastivědná pracovnice

## Pamětihodnosti
- Kostel svaté Barbory je kulturní památka ČR.[9]
- Statek s chalupou z roku 1788 – lidová architektura

## Galerie

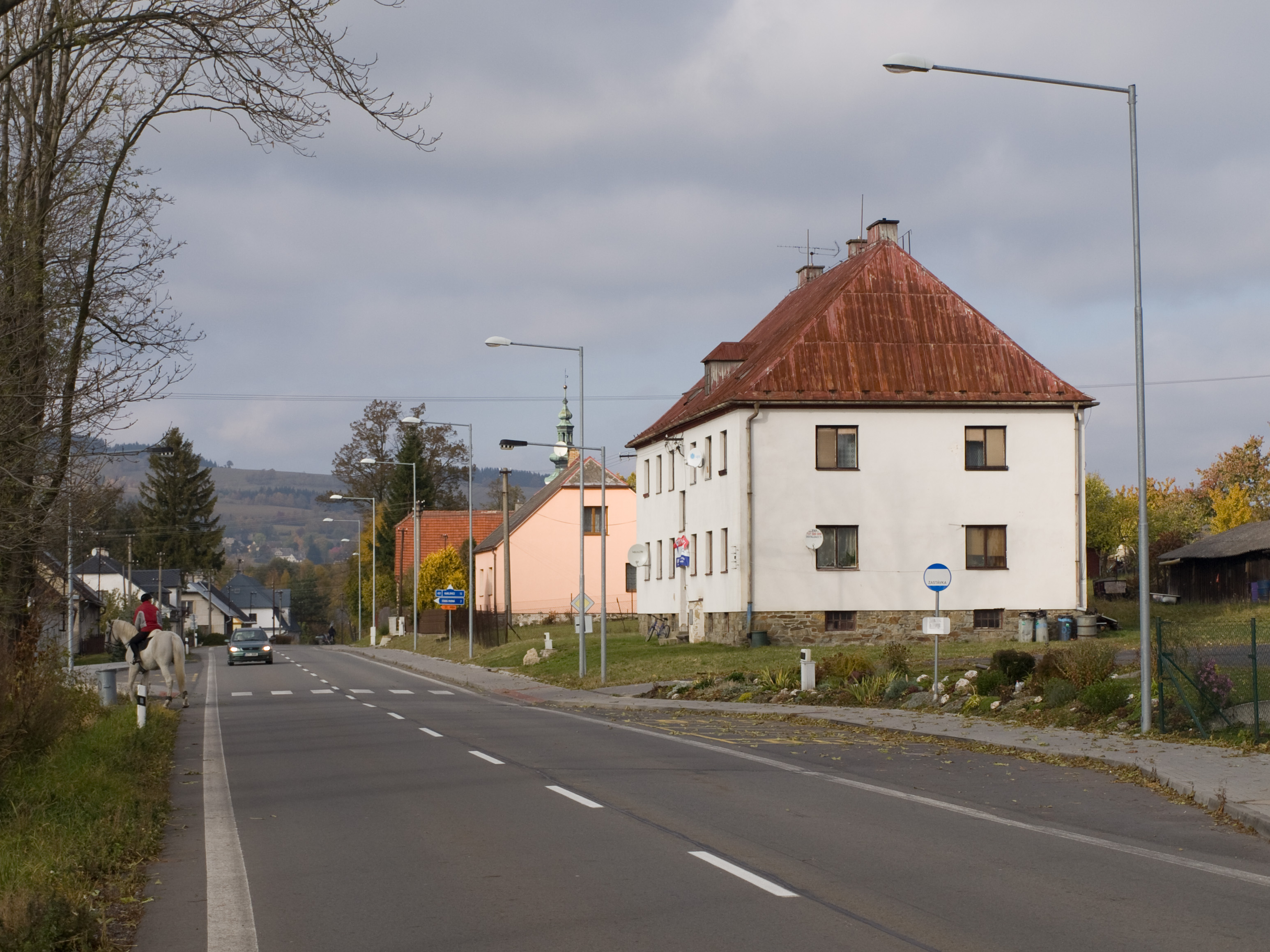
Pohled od Bruntálu
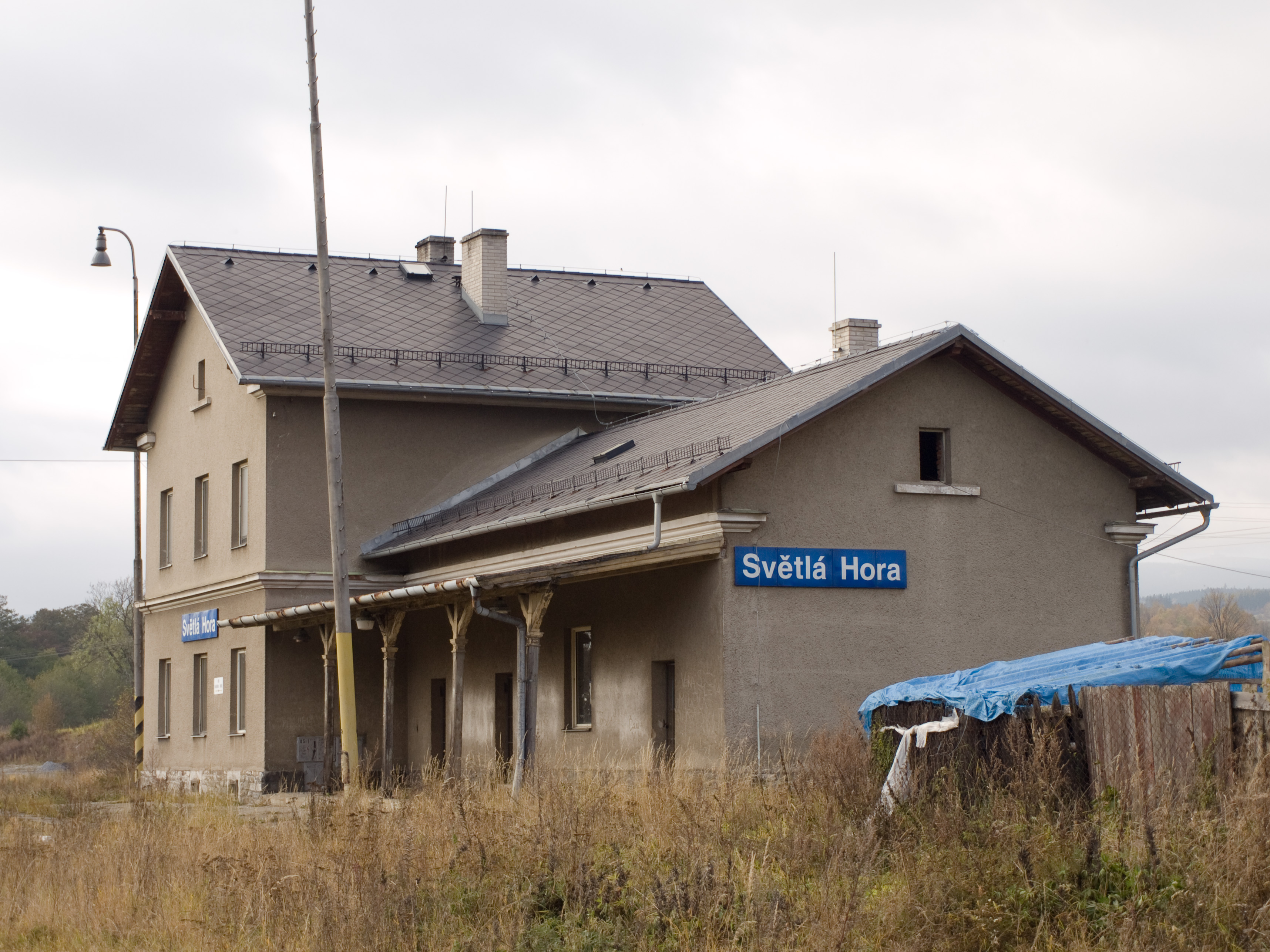
Železniční stanice
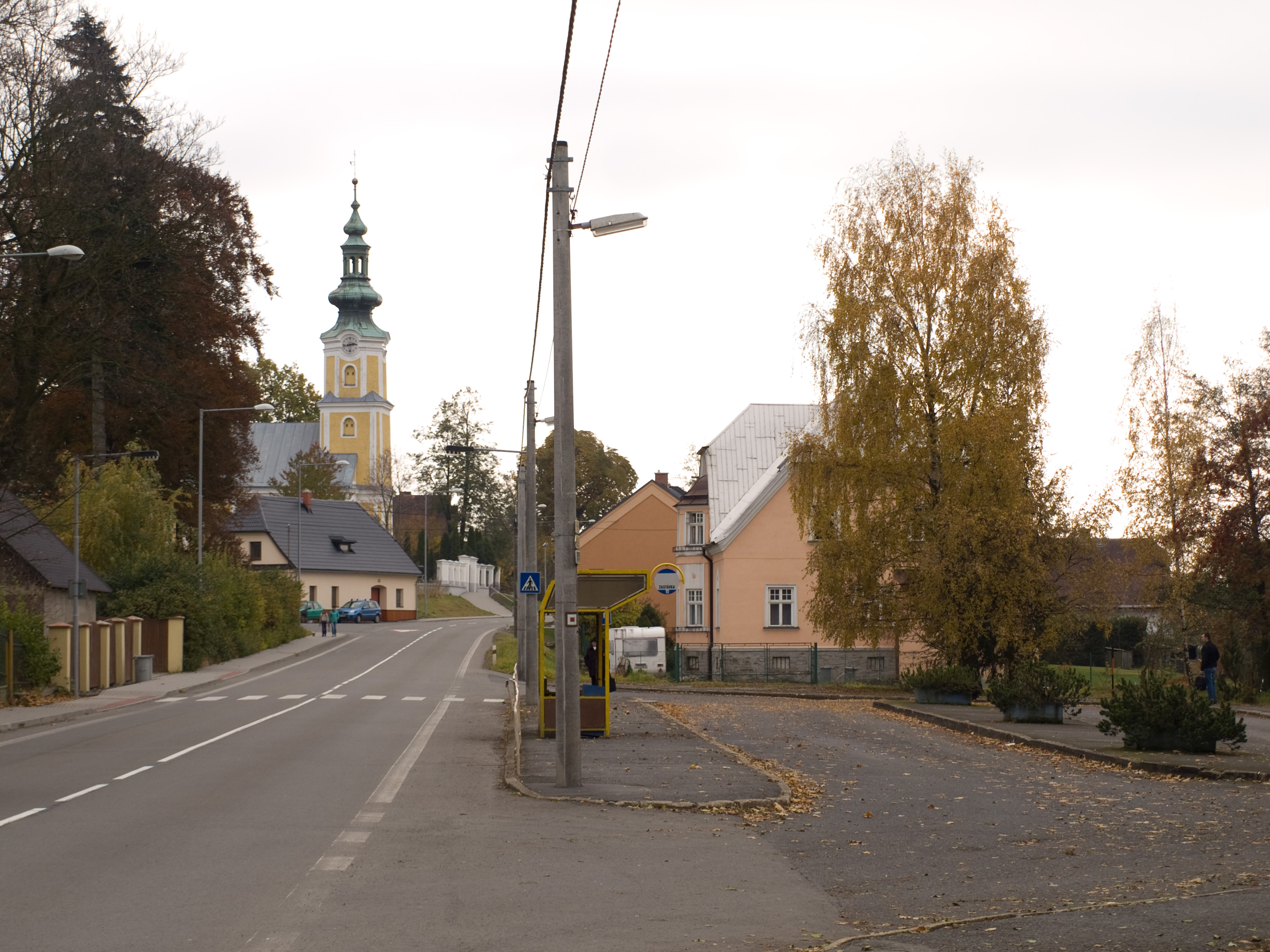
Náves s autobusovou stanicí